# Opera senza autore
Opera senza autore (Werk ohne Autor) è un film del 2018 diretto da Florian Henckel von Donnersmarck.
Il film ha ricevuto due candidature ai premi Oscar 2019 nelle categorie miglior film in lingua straniera e miglior fotografia, racconta tre epoche della storia tedesca attraverso la vita tormentata di un artista. Il regista si è liberamente ispirato alla vita e all'opera del pittore Gerhard Richter.

## Trama
Nel 1937, Kurt Barnert, un bambino di cinque anni e la sua eccentrica zia Elisabeth, ventenne amante dell'arte, visitano la mostra itinerante sull'arte degenerata di Dresda. Poco dopo il bambino deve guardare mentre la zia viene ricoverata in un istituto psichiatrico per una presunta schizofrenia.
Nel 1940 il Terzo Reich, che ha già attuato un massiccio piano di sterilizzazione di oltre 400.000 "elementi più deboli" del popolo tedesco, con l'intento di migliorare la razza e le generazioni future, si trova nella situazione di "cambiare marcia" e per rispondere alla necessità di curare i feriti della guerra si rende necessario liberare negli ospedali i letti occupati da "vite prive di valore". I medici delle SS vengono quindi dichiarati "Periti del Tribunale dell'Eugenetica", con l'incarico di rivedere tutti i pazienti già sottoposti a sterilizzazione e a deciderne la sorte (il disumano metodo di valutazione prevede un "segno meno" in blu per chi dovrà rimanere in istituto e un "segno più" in rosso per i "pazienti che dovranno essere inviati ad uno dei tre istituti ai confini orientali del Reich, dove verranno liberati dalle loro inutili esistenze"). Elizabeth viene quindi visitata dal capo dell'ospedale femminile di Dresda, l'Obersturmbannführer delle SS Carl Seeband, persona totalmente incapace di una qualsiasi empatia e responsabile della sterilizzazione forzata, che ne decide la sterilizzazione e la successiva eliminazione. Mentre suo nipote vive da lontano le incursioni aeree a Dresda, sua zia viene gassata nel centro per l'eutanasia del castello di Sonnestein a Pirna.
L'8 maggio 1945, in una Dresda quasi completamente distrutta dai bombardamenti, Seeband, che si fa trovare in abiti civili, viene arrestato dalla NKVD, imprigionato in un campo speciale e interrogato per il suo ruolo negli omicidi tramite eutanasia involontaria. Nega il suo ruolo e nega anche di aver conosciuto l'uomo che è stato il suo comandante, il famigerato dottor Burghart Kroll. Quando successivamente la moglie del comandante del campo sovietico ha problemi a partorire, Seeband riesce a salvare la moglie e il figlio dell'ufficiale; per la gratitudine l'ufficiale sovietico promette a Seeband di proteggerlo. Intanto il padre di Kurt non riesce più a trovare un impiego come insegnante, a causa della sua iscrizione al Partito Nazista e si arrangia con dei lavoretti.
Nel 1951 Kurt ed il padre hanno trovato lavoro in una fabbrica, Kurt come pittore di insegne ed il padre come uomo delle pulizie. Una volta riconosciuto il talento del ragazzo, questi viene inviato all'Accademia d'arte di Dresda come rappresentante della classe operaia, dove studia pittura. Il suo professore, comunista per convinzione, cerca di condurre gli studenti al realismo socialista, ma Kurt non si dimostra particolarmente attratto dall'ideologia: il ragazzo ha la sensazione che attraverso questo tipo di pittura si stia allontanando sempre più dall'espressione personale.
Kurt conosce la giovane Elisabeth, che studia moda e design tessile all'accademia e che gli ricorda la zia, con la quale condivide anche il nome. Proprio la sera del primo appuntamento dei due ragazzi il padre di Kurt si impicca. Kurt ed Ellie si innamorano e il ragazzo si trasferisce a casa dei genitori come inquilino. Lì incontra per la prima volta il padre di Elisabeth, che altri non è che il professor Carl Seeband, scampato al processo dopo la guerra e che da allora si è dedicato interamente all'ideologia socialista della DDR (Repubblica Democratica Tedesca). Kurt non sa che Seeband è il responsabile della morte della zia e Seeband non sa che Kurt è il nipote di una delle sue vittime. Dopo breve tempo Elisabeth rimane incinta, cosa di cui il professore si accorge prima ancora che i giovani lo rendano noto. Il professore vede il giovane Kurt come "geneticamente inferiore" e quindi inadatto a dargli dei nipoti e decide di fare di tutto per distruggere il rapporto. Inventando dei problemi che la ragazza avrebbe avuto in giovane età e che metterebbero a rischio la sua vita in caso di gravidanza, le procura l'aborto, confidando che ciò faccia allontanare Kurt ed Ellie.
Dopo gli studi a Dresda, Kurt viene incaricato di realizzare un grande affresco murale in stile socialista, compito che accetta solo per guadagnare soldi.
1961. In occasione del conferimento della medaglia Robert Koch come "Meritevole Medico del Popolo" Seeband viene portato alla centrale del KGB. Il comandante sovietico che lo ha salvato diversi anni prima rientra a Mosca e non può più garantire la sua incolumità. I famigerati medici delle SS sono stati tutti catturati, ad esclusione del comandante Kroll e del coordinatore medico della regione di Dresda per l'esecuzione dell'eutanasia, che era appunto il ruolo di Seeband. Le indagini potrebbero quindi riaprirsi e non potendolo più proteggere il comandante sovietico gli consiglia di espatriare in occidente. Anche in quest'ultima occasione Seeband difende il suo ex comandante nazista.
Kurt ed Ellie, superato il dramma dell'aborto, si sposano. Pochi giorni dopo i genitori di Ellie lasciano la DDR e poco dopo anche Kurt ed Ellie decidono di fuggire verso ovest, passando a Berlino Ovest, cosa che riescono a fare proprio pochi mesi prima della costruzione del muro. Kurt ed Ellie si trasferiscono da Berlino a Düsseldorf dopo aver appreso che lì si sta sviluppando un nuovo movimento artistico. Anche se ha già 30 anni, Kurt dichiara di averne 26 per essere ammesso all'Accademia delle Belle Arti, dove frequenta le lezioni del misterioso professor Antonius van Verten. Qui entra in contatto con l'arte moderna del dopoguerra tedesco, periodo in cui la pittura sembra aver ampiamente fatto il suo tempo, ma tutto il resto sembra possibile. Tutto è molto diverso da quello che ha imparato nella DDR. Ellie trova lavoro come sarta in una fabbrica di abbigliamento. I tentativi della coppia di diventare genitori falliscono e ad Ellie viene comunicato che non potrà avere figli. La donna sospetta che il padre, pur di non avere nipoti da Kurt, l'abbia resa sterile.
Dopo l'entusiasmo iniziale e la produttività artistica, Barnert entra in un periodo di crisi, scatenato anche dal giudizio del professor van Verten, secondo cui la sua arte è solo formalmente interessante, ma non è espressione della propria interiorità. Per disperazione brucia tutte le sue opere. In occasione di una visita ai suoceri, Seeband rimprovera Kurt di avere trent'anni e non avere ancora un lavoro e Kurt accetta che il suocero gli trovi un lavoretto alla clinica di Dusseldorf, dove si ritrova a pulire le scale come faceva il padre. Quando Kurt legge sul giornale che il più importante responsabile delle eutanasie della seconda guerra mondiale è stato arrestato, comincia a copiare fotorealisticamente la fotografia in bianco e nero del criminale nazista. Dopo aver copiato la foto dell'esperto, che era stato il superiore di Seeband, Barnert si rivolge ad altre foto: una fototessera del suocero, una foto della zia che lo tiene in braccio da piccolo e vari collage. Quando Seeband, in visita allo studio di Kurt, vede un quadro raffigurante un collage della propria testa con quella del medico arrestato ed il volto della zia assassinata di Kurt, perde la calma e fugge. Kurt probabilmente non capisce deliberatamente le connessioni scoperte, ma si rende conto che deve lasciarsi guidare dalla sua intuizione, perché in questo modo può riconoscere cose che non sono accessibili all'intelletto. Le sue foto sono più intelligenti di lui.
1966. Quando ormai la coppia ha rinunciato alla speranza di avere un figlio, Ellie rimane incinta. Kurt Barnert si è finalmente ritrovato con la sua arte, che gli permette anche di venire a patti con i traumi della sua infanzia e della sua giovinezza. Alla sua prima mostra, tenutasi a Wuppertal, i suoi dipinti sono stati riconosciuti, ma la stampa ha frainteso completamente i suoi quadri. A causa delle sue affermazioni protettive, secondo cui le immagini non hanno nulla a che fare con la sua vita, ma semplicemente riproducono meccanicamente le fotografie o vanno intese come un omaggio ad altri artisti, egli è riconosciuto come originale e artistico, ma il suo lavoro è descritto come un'opera senza un autore, un'opera che ha così poco a che fare con lui che difficilmente si può parlare di paternità in senso convenzionale. A Kurt non importa, perché ha imparato a fidarsi del potere dell'arte onesta. Sa che i giornalisti e il pubblico comprenderanno il suo lavoro istintivamente, inconsapevolmente, così come lui stesso ha capito le cose che ha elaborato nelle sue opere inconsapevolmente e istintivamente. Così, ad un livello diverso, crea un'opera senza autore.

## Produzione
Il regista Henckel von Donnersmarck ha scritto la sceneggiatura basandosi su alcuni eventi realmente accaduti. La vita e l'opera del personaggio principale, Kurt Barnert, ricalcano in parte quelle del pittore tedesco Gerhard Richter, narrate nella biografia Ein Maler aus Deutschland. Gerhard Richter. Das Drama einer Familie, del giornalista Jürgen Schreiber. Tuttavia il pittore ha preso le distanze dal film. Il personaggio del professor Antonius van Verten, è ispirato all'artista Joseph Beuys.
Il film è stato prodotto da Pergamon Film (Jan Mojto, Florian e Christiane Henckel von Donnersmarck), Wiedemann&Berg Film (Quirin Berg, Max Wiedemann).

## Distribuzione
Il film ha partecipato in concorso alla 75ª edizione della Mostra internazionale d'arte cinematografica di Venezia nel settembre 2018. Nello stesso mese è stato proiettato al Toronto International Film Festival. È stato poi distribuito nelle sale cinematografiche tedesche il 3 ottobre 2018 e in quelle italiane dal giorno successivo.

## Riconoscimenti
- 2019 - Premio Oscar
  - Candidatura per il miglior film straniero
  - Candidatura per la miglior fotografia a Caleb Deschanel
- 2018 - Mostra internazionale d'arte cinematografica
  - Leoncino d'Oro Agiscuola
  - Arca Cinemagiovani - Miglior film
  - In competizione per il Leone d'oro al miglior film
- 2019 - Golden Globe
  - Candidatura per il miglior film straniero